# Martie 2018
Acest articol este generat integral pe baza informațiilor din articolul 2018 și este actualizat periodic de un robot.
 Editările făcute în articol vor fi șterse la următoarea actualizare! Dacă doriți să faceți modificări, editați articolul-sursă.

ianuarie -
februarie -
martie -
aprilie -
mai -
iunie -
iulie -
august -
septembrie -
octombrie -
noiembrie -
decembrie
Martie 2018 a fost a treia lună a anului și a început într-o zi de joi.

## Evenimente

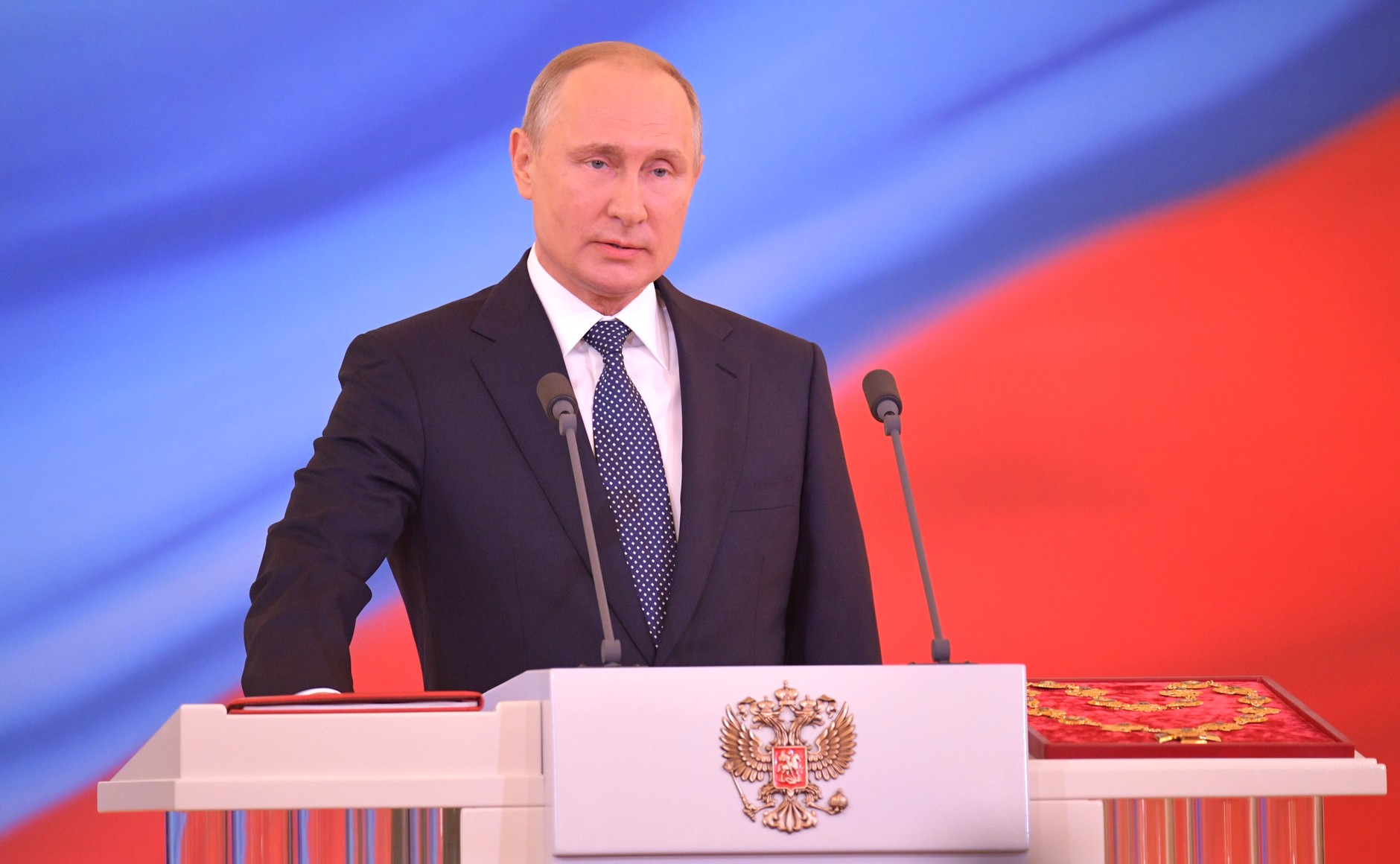
18 martie: Vladimir Putin câștigă un nou mandat prezidențial cu 76,69% din voturile exprimate.

- 1 martie: Valul de ger siberian care a cuprins Europa în ultimele zile a făcut 48 de victime. Frontul rece din Siberia, numit "Bestia din Est" în presa britanică, "Ursul siberian" în Olanda și "Tunul de zăpadă" în Suedia, a acoperit regiuni întregi de zăpadă, a închis școlile și a provocat haos în rețeaua de transport.[1]
- 4 martie: Alegeri legislative în Italia.
- 4 martie: Oscar 2018: The Shape of Water câștigă 4 oscaruri, inclusiv premiul pentru Cel mai bun film și premiul pentru Cel mai bun regizor pentru Guillermo del Toro.
- 4 martie: Fostul agent de spionaj rus Serghei Skripal, este dus la spital în stare critică după ce a fost atacat în localitatea Salisbury, Anglia, cu o substanță neurotoxică de genul gazului sarin sau VX. Fostul colonel în serviciile secrete ruse fusese condamnat în 2006 la închisoare pentru spionaj în favoarea Marii Britanii. În 2010, primise azil în Marea Britanie după un schimb de agenți de spionaj efectuat între UK și Rusia.[2]
- 5 martie: Parlamentul maltez a aprobat, în unanimitate, amendamentul constituțional care prevede coborârea vârstei de vot de la 18 la 16 ani pentru toate tipurile de alegeri.[3]
- 5 martie: Liderul nord-coreean Kim Jong-Un, s-a întâlnit la Phenian cu o delegație a Coreei de Sud. Este pentru prima dată când liderul de la Phenian se întâlnește cu înalți oficiali sud-coreeni, arătând o disponibilitate de a îmbunătăți relațiile cu statul vecin.
- 14 martie: Marea Britanie expulzează 23 de diplomați ruși și rupe toate legăturile de nivel înalt cu Rusia ca pedeapsă pentru atacul neurotoxic care l-a vizat pe un fost agent rus și pe fiica acestuia în orășelul britanic Salisbury. Atacul a fost descris de premierul Theresa May ca o "utilizare ilegală a forței de către statul rus împotriva Regatului Unit".[4]
- 18 martie: Armata turcă a cucerit orașul sirian Afrin.[5]
- 18 martie: Alegeri prezidențiale în Rusia. Actualul președinte Vladimir Putin, liderul partidului Rusia Unită, a obținut încă un mandat cu 76,69% din voturile exprimate.

19 martie: "Sudan", ultimul mascul de rinocer alb nordic de pe Terra a murit la 45 de ani.

- 19 martie: "Sudan", ultimul mascul de rinocer alb nordic de pe Terra a fost eutanasiat în Kenya, într-o rezervație situată la 200 de km la nord de Nairobi, din cauza complicațiilor legate de vârsta sa înaintată (45 de ani).[6] Decesul lui Sudan este sinonim cu stingerea acestei subspecii.
- 21 martie: Primul ministru peruan Pedro Pablo Kuczynski, demisionează din cauza acuzațiilor de corupție.[7]
- 23 martie: Într-un atac cu luarea de ostatici în orașul francez Trèbes din sudul Franței, cinci persoane, inclusiv atacatorul, au fost ucise. Atacatorul, care și-a declarat apartenența la gruparea teroristă Stat Islamic, a cerut eliberarea lui Salah Abdleslam, unul dintre autorii atentatelor teroriste de la Paris din 2015, în urma cărora 130 de oameni au murit.[8]
- 25 martie: Cel puțin 64 de persoane sunt ucise într-un incendiu la un centru comercial din Kemerovo, Siberia.
- 26 martie: Comisia Federală americană pentru Comerț a confirmat că investighează politicile de confidențialitate ale Facebook, Inc., proprietarul serviciilor Facebook, Instagram și WhatsApp, după ce a descoperit că o companie de consultanță politică, Cambridge Analytica, a oferit acces la datele personale ale utilizatorilor.
- 26 martie: Peste 100 de diplomați ruși sunt expulzați din peste 20 de țări, ca răspuns la uciderea dublului spion rus pe teritoriul Marii Britanii. România a anunțat expulzarea unui diplomat rus.[9]
- 21 martie: Pelicula „Un pas în urma serafimilor” a obținut premiul pentru cel mai bun film la ediția a XII-a a Premiilor Gopo.
- 29 martie: Consulatul american din Sankt Petersburg este închis și 60 de diplomați americani sunt expulzați din Rusia, ca măsură simetrică pentru închiderea consulatului rus din Seattle.[10]

## Decese
- 2 martie: Jesús López Cobos, 78 ani, dirijor spaniol (n. 1940)
- 3 martie: Eugen Noveanu, 89 ani,  pedagog și lingvist român (n. 1929)
- 3 martie: Traian Sabău, 77 ani, deputat român (1996-2000), (n. 1941)
- 3 martie: Robert Scheerer, 89 ani, regizor, actor și producător american de film și televiziune (n. 1928)
- 3 martie: Daniel Walther, 77 ani, scriitor francez (n. 1940)
- 3 martie: David Ogden Stiers, 75 ani, actor american (n. 1942)
- 4 martie: Davide Astori, 31 ani, fotbalist italian (n. 1987)
- 5 martie: Hayden White, 89 ani, istoric și teoretician american (n. 1929)
- 6 martie: Peter Freund, 81 ani, fizician american, evreu originar din România (n. 1936)
- 6 martie: Lavrente Calinov, 81 ani, canoist român (n. 1936)
- 8 martie: Alexandru Jdanov, 85 ani, deputat din R. Moldova (n. 1932)
- 8 martie:  Kate Wilhelm (Katie Gertrude Meredith), 89 ani, scriitoare americană (n. 1928)
- 9 martie:  Oskar Gröning, 96 ani, subofițer SS german (n. 1921)
- 9 martie:  Ion Voinescu, 88 ani, fotbalist român (portar), (n. 1929)
- 11 martie: Karl Lehmann, 81 ani, cardinal german, episcop al Diecezei de Mainz (1983–2016), (n. 1936)
- 13 martie: Geta Caragiu, 88 ani, sculptoriță română (n. 1929)
- 14 martie: Stephen Hawking, 76 ani, fizician, teoretician al originii universului, scriitor, profesor universitar și cosmolog britanic (n. 1942)
- 14 martie: Liam O'Flynn, 72 ani, muzician irlandez (n. 1945)
- 16 martie: Ion Dogaru, 83 ani, jurist român (n. 1935)
- 16 martie: Mordechai Hager, 95 ani, rabin originar din Oradea, liderul mondial al dinastiei hasidice Vizhnitz (n. 1922)
- 19 martie: Andrei Gheorghe, 56 ani, prezentator și realizator de emisiuni radio și televiziune din România (n. 1962)
- 20 martie: Paul Colin, 98 ani, scriitor francez (n. 1920)
- 20 martie: Iosif Nagy (atlet), 71 ani, atlet român (n. 1946)
- 21 martie: Iosif Herțea, 81 ani, etnomuzicolog, compozitor și cercetător român (n. 1936)
- 22 martie: Dariush Shayegan, 83 ani, proeminent gânditor, teoretician cultural și filosof iranian (n. 1935)
- 23 martie: Philip Kerr, 62 ani, scriitor scoțian de thrillere pentru adulți (n. 1956)
- 23 martie: Seán Treacy, 94 ani, om politic irlandez, membru al Parlamentului European (1979–1984), (n. 1923)
- 23 martie: Aileen Paterson, 83 ani, ilustratoare britanică (n. 1934)
- 24 martie: José Antonio Abreu, 78 ani, pianist, clavecinist, compozitor, pedagog, dirijor și economist venezuelan (n. 1939)
- 24 martie: Lys Assia (n. Rosa Mina Schärer), 94 ani, cântăreață elvețiană, prima câștigătoare a Concursului Muzical Eurovision (1956), (n. 1924)
- 24 martie: Rim Banna, 51 ani, cântăreață palestiniană (n. 1966)
- 25 martie: Nicolae Tilihoi, 61 ani, fotbalist român (n. 1956)
- 26 martie: Ksenia Mialo, 81 ani, politologă, culturologă, publicistă și personalitate publică sovietică și rusă (n. 1936)
- 27 martie: Stéphane Audran, 85 ani, actriță franceză de film și televiziune (n. 1932)
- 27 martie: Aimée Iacobescu (Gabriela-Aimée Iacobescu), 71 ani, actriță română (n. 1946)
- 28 martie: Octavian Dincuță, 70 ani, fotbalist român (atacant), (n. 1947)
- 29 martie: Ștefan Vetrilă, 76 ani, medic din R. Moldova (n. 1941)
- 31 martie: Luigi De Filippo, 87 ani, actor italian (n. 1930)